# П'єр Морель (кінематографіст)
П’єр Морель (фр. Pierre Morel, рід. 12 травня 1964) — французький кінорежисер і кінооператор.

## Біографія
Після закінчення кіношколи у 2000 році П'єр Морель дебютував як кінооператор у фільмі Рішара Беррі «Мистецтво зваблювання». Далі продовжив роботу як кінооператор із режисерами Луї Летер'є, Корі Юень, Ненсі Меєрс, Алек Кешишян, Люк Бессон та Філіп Етвелл.
2004 року П'єр Морель зняв свій перший фільм «13-й район», за яким ішла картина «Викрадена» (2008 рік), а потім — «З Парижа з любов'ю» (2010 рік).
У січні 2010 року стало відомо, що П'єр Морель стане режисером нової екранізації книги Френка Герберта «Дюна». Він замінив Пітера Берґа, який покинув проєкт у жовтні 2009 року. Восени 2010 року Морель теж покинув проєкт.
2015 року разом із Шоном Пенном і Хав'єром Бардемом він режисував фільм «Ганмен». Фільм є адаптацією роману Жана-Патріка Маншетта «Положення лежачого стрільця».

## Фільмографія
| Рік  | Назва фільму                        | Роль                      |
| ---- | ----------------------------------- | ------------------------- |
| 1989 | Race for Glory                      | 2-й помічник оператора    |
| 1994 | Дочка д'Артаньяна                   | оператор Steadycam        |
| 1994 | Un indien dans la ville             | оператор Steadycam        |
| 2001 | L'Art (délicat) de la séduction     | оператор                  |
| 2002 | Астерікс і Обелікс: Місія Клеопатра | оператор Steadycam        |
| 2002 | Перевізник                          | оператор                  |
| 2002 | Правда про Чарлі                    | оператор                  |
| 2003 | I, Cesar                            | оператор                  |
| 2003 | Щось та віддаси                     | оператор друго підрозділу |
| 2004 | L'Américain                         | оператор                  |
| 2004 | 13-й район                          | режисер                   |
| 2005 | Денні - пес                         | оператор                  |
| 2006 | Кохання та інші катастрофи          | оператор                  |
| 2007 | Війна                               | оператор                  |
| 2007 | Таксі 4                             | оператор                  |
| 2008 | Викрадена                           | режисер                   |
| 2010 | З Парижа з любов'ю                  | режисер                   |
| 2015 | Ганмен                              | режисер                   |
| 2017 | Овердрайв                           | продюсер                  |
| 2018 | М'ята                               | режисер                   |
| 2021 | Al Kameen                           | режисер                   |
| 2023 | Фрілансер                           | режисер                   |
| 2024 | Код «Чорна канарка»                 | режисер                   |